# Discriminació per raó de gènere
La discriminació per raó de gènere és qualsevol tracte desigual, injust o excloent aplicat a una persona o grup pel fet de pertànyer a un gènere determinat, generalment amb impactes negatius sobre les dones. L'Institut Europeu per a la Igualtat de Gènere va adoptar la definició del concepte «discriminació per raó de gènere» redactada per la Convenció sobre l'Eliminació de totes les Formes de Discriminació contra la Dona (CEDAW, de l'anglès Convention on the Elimination of all Forms of Discrimination Against Women) de les Nacions Unides:
| «                                                                                  | Qualsevol distinció, exclusió o restricció basada en el sexe que tingui l'efecte o el propòsit de perjudicar o anul·lar el reconeixement, gaudi o exercici per part de les dones, independentment del seu estat civil, sobre la base de la igualtat entre homes i dones, dels drets humans i les llibertats fonamentals en els àmbits polític, econòmic, social, cultural, civil o qualsevol altre. | » |
| — Convenció sobre l’Eliminació de totes les Formes de Discriminació contra la Dona | |   |

Aquest fenomen impedeix o limita l’exercici ple dels drets i llibertats en diversos àmbits de la vida pública, com el polític, econòmic, social, cultural i civil. Tot i que la igualtat de drets entre dones i homes està reconeguda legalment en moltes societats, l'aplicació efectiva sovint és limitada, i persisteixen desigualtats estructurals que es manifesten en múltiples formes de discriminació.

## Manifestacions i formes de discriminació
La discriminació per raó de gènere pot adoptar formes directes o indirectes. La discriminació directa es produeix quan una persona és tractada de manera desfavorable explícitament pel seu sexe, com per exemple en casos de no contractació de dones embarassades. La discriminació indirecta ocorre quan s’apliquen normes o pràctiques aparentment neutres però que, en la pràctica, afecten negativament un dels sexes; un exemple serien horaris laborals incompatibles amb les responsabilitats familiars, que acostumen a recaure majoritàriament en les dones.
Aquestes discriminacions es fonamenten en estereotips i rols de gènere que limiten el desenvolupament personal i professional de les persones, especialment de les dones, i tenen un caràcter sistèmic i arrelat en molts contextos socials.

## Àmbits d’afectació
La discriminació per raó de gènere es manifesta en diversos àmbits clau. En l’àmbit laboral, les dones solen ocupar llocs de treball menys valorats i menys remunerats, i sovint troben obstacles per accedir a càrrecs de responsabilitat o progressar en la seva carrera professional. Aquesta desigualtat també es reflecteix en la persistència de la bretxa salarial.
Pel que fa a l’educació, malgrat les lleis que garanteixen l'accés igualitari, encara hi ha barreres que dificulten la presència i permanència de les dones en determinats nivells educatius o disciplines, sovint condicionades per valors culturals patriarcals.
En l’àmbit de la salut, l’accés als serveis sexuals i reproductius pot ser limitat, fet que afecta directament l’autonomia i el benestar de les dones.
La violència de gènere continua sent una problemàtica estesa, tot i l’existència de marcs legals per prevenir-la i sancionar-la. Aquesta violència no només es manifesta en l’àmbit domèstic, sinó també en l’espai públic, laboral i institucional. Així mateix, la participació política de les dones es veu sovint restringida per condicions que dificulten una presència equitativa i efectiva en els espais de decisió.

## Impacte social i necessitat de resposta
La discriminació per raó de gènere no només perjudica les dones, sinó també el conjunt de la societat, ja que limita el desenvolupament del potencial humà i dificulta l’assoliment d’una societat justa i equitativa.
Per combatre aquesta desigualtat, és fonamental desenvolupar polítiques públiques actives, així com reforçar els marcs legals existents. Aquestes accions han d’incloure mesures antidiscriminació, programes d’igualtat d’oportunitats, i serveis d’atenció i suport a les víctimes.
També es proposa la creació d’òrgans de govern específics per a coordinar i implementar polítiques d’igualtat de gènere amb recursos suficients. L’educació i la sensibilització social són eines clau per trencar estereotips i promoure una cultura d’igualtat i respecte.

## Marc legal
La legislació espanyola i catalana estableixen mecanismes per garantir la igualtat de gènere i erradicar la violència masclista. Aquest marc inclou accions en prevenció, educació, protecció i reparació, i contempla també la lluita contra la discriminació vinculada a la maternitat, les responsabilitats familiars, l’orientació sexual i la identitat de gènere.
Malgrat els avenços fets des que es va aprovar la Convenció sobre l’Eliminació de totes les Formes de Discriminació contra la Dona, amb el compromís d'incorporar a les lleis el principi d'igualtat entre homes i dones, encara hi ha molts països al món amb lleis que discriminen les dones. Segons l'informe del Banc Mundial Women, Business and the Law 2021, en el conjunt del món els drets legals de les dones són el 75 per cent dels drets de què gaudeixen els homes.
Les regions del món amb els països amb més lleis discriminatòries per raó de gènere són l'Àfrica subsahariana, l'Orient Mitjà i el nord d'Àfrica, seguides dels països asiàtics de l'oceà Pacífic. En molts casos són països que havien estat colonitzats i han mantingut la discriminació contra les dones en molts àmbits de la societat.